# جوليو كولومبو
جوليو كولومبو (بالفرنسية: Julio Colombo)‏ (مواليد 22 فبراير 1984 في سانت كلود - فرنسا) لاعب كرة قدم فرنسي يلعب حاليا لصالح نادي الدرجة الأولى مونبيلييه الفرنسي منذ 1999 في مركز قلب الدفاع .

## روابط خارجية
- جوليو كولومبو على موقع رابطة كرة القدم الفرنسية للمحترفين (الإنجليزية)
- جوليو كولومبو على موقع قاعدة بيانات كرة القدم.إي يو (الإنجليزية)
- جوليو كولومبو على موقع ليكيب (الفرنسية)
- جوليو كولومبو على موقع Soccerway.com (الإنجليزية)
- جوليو كولومبو على موقع كووورة